# Rucapequén
Rucapequén (del mapudungún: ruka peken ‘morada del pequén’) es una aldea de la comuna de Chillán Viejo, en la provincia de Diguillín, de la Región de Ñuble en Chile. La localidad se ubica en la estación de ferrocarriles que conecta Concepción (Chile), con Rucapequén cercana a la Autopista del Itata.

## Demografía
Cuenta con una población de 776 habitantes, de los cuales 381 son hombres y 395 corresponden a mujeres, distribuidos en 272 hogares, dando un saldo de 2,8 personas por vivienda.